# Billel Benaldjia
Billel Benaldjia est un footballeur algérien né le 23 août 1988 à Alger. Il évolue au poste d'arrière gauche.
Billel Benaldjia est le frère aîné de Mehdi Benaldjia, qui est également footballeur.

## Biographie
Billel Benaldjia évolue pendant quatre saisons avec le club du CR Belouizdad. Avec cette équipe, il dispute 78 matchs en première division algérienne, inscrivant quatre buts.
Il atteint avec l'équipe de Belouizdad la finale de la Coupe d'Algérie en 2012. Son équipe s'incline face à l'ES Sétif sur le score de 1-2 après prolongation.
A cinq reprises, il se classe quatrième du championnat d'Algérie : en 2008 et 2010 avec l'USM Alger, puis en 2012 avec Belouizdad, puis en 2015 avec l'USMH, et enfin en 2017 avec l'USMBA.

## Palmarès
- Finaliste de la Coupe d'Algérie en 2012 avec le CR Belouizdad.